# Ilha de Foradada
A Ilha de Foradada  (em italiano: Isola di Foradada) é um ilhote rochoso que se encontra perto do cabo Caccia e a poucos quilómetros de Alguer (Alghero) na Sardenha, oeste da Itália. É uma rocha imponente e impressionante de pedra calcária esbranquiçada que deve o seu nome em sardo ao facto de ter sido "perfurada" de lado a lado por uma caverna gigante talhada pelo mar, a "Foradada", em parte submersa. Pode-se entrar na gruta no lado ocidental e também com grandes barcos, e de facto é parte da rota de vários barcos de Alghero e de serviços de viagens, excursões e ligações às cavernas de Neptuno.